# یگان‌های مدافع خلق
یگان‌های مدافع خلق (به کردی: Yekîneyên Parastina Gel) که بیشتر با نام اختصاری ی‌پ‌گ شناخته می‌شود، شاخه نظامی حزب اتحاد دموکراتیک است که بر بخش‌هایی از شمال سوریه تسلط دارد و با هر نیروی دیگری که برای تسلط بر شمال سوریه تلاش کند مقابله می‌کند. این گروه که توسط حزب اتحاد دموکراتیک و شورای ملی کرد تأسیس شده‌است، مسئول حفظ نظم و حفاظت از جان اهالی مناطق کردنشین سوریه است. ی‌پ‌گ خود را یک نیروی شبه‌نظامی مردمی معرفی می‌کند. اکثر اعضای این سازمان کرد هستند اما تعدادی از اعراب سنی و مسیحیان نیز در آن عضویت دارند.
ی‌پ‌گ با سوتورو و شورای نظامی سریانی که از گروه‌های مسلح مسیحیان سریانی سوریه هستند ارتباط نزدیک و همکاری نظامی دارد. ی‌پ‌گ همچنین همراه با ارتش آزاد سوریه و تیپ توحید یک اتاق عملیات نظامی مشترک را به نام آتشفشان فرات برای نبرد با داعش تشکیل داده‌اند. آنها در فوریه ۲۰۱۵ یک موافقتنامه در خصوص همکاری‌های قضایی با جبهة الشامیه (اتاق عملیاتی شامل چندین گروه فعال در منطقه حلب) امضا کردند.
در ژوئیه سال ۲۰۱۲ ی‌پ‌گ توانست که نیروهای امنیتی دولت سوریه را وادار به خروج از سری‌کانی کند، ی‌پ‌گ همچنین توانست عامودا و عفرین را نیز تصرف کند.
از دسامبر ۲۰۱۲ میلادی ی‌پ‌گ شامل ۸ تیپ نظامی است. این تیپ‌ها بیشتر در شهرهای قامشلی، سری‌کانی، کوبانی و عفرین در حال انجام عملیات نظامی بودند.

## اتهام جنایات جنگی
عفو بین‌الملل در ۱۳ اکتبر ۲۰۱۵ یگان‌های مدافع خلق را به جنایات جنگی متهم کرد و مدعی شد که در مناطقی که این نیرو در شمال سوریه تصرف کرده شهروندان غیرنظامی عرب به ظن همکاری با داعش مجبور به مهاجرت اجباری شده‌اند و خانه‌های آنها نیز تخریب شده‌است. بر اساس گزارش عفو بین‌الملل، یگان‌های مدافع خلق که مناطقی مانند حسکه و کوبانی را از اختیار داعش خارج ساخته‌اند، ساکنان عرب مظنون به همکاری با این گروه را در بیش از ۱۴ روستا تحت آزار و اذیت قرار داده‌اند. نیروهای مدافع خلق این اتهامات را رد کرده‌اند.

## تلاش‌های ترکیه علیه یگان‌های مدافع خلق
ترکیه یگان‌های مدافع خلق را در فهرست گروه‌های تروریستی خود قرار داده و آن را شاخه‌ای از حزب کارگران کردستان می‌داند. قطر متحد ترکیه نیز یگان‌های مدافع خلق را سازمانی تروریستی اعلام کرده‌است. در ژوئیه سال ۲۰۱۷، ائتلاف ملی برای انقلاب و نیروهای مخالفین سوریه که مواضعی نزدیک به ترکیه دارد نیز از شورای امنیت سازمان ملل متحد درخواست کرد که یگان‌های مدافع خلق و حزب اتحاد دموکراتیک را در لیست سازمان‌های تروریستی قرار دهد، اما با مخالفت کشورهای عضو، این درخواست به نتیجه‌ای نرسید.
در ماه مه سال ۲۰۱۹، دادگاه شهر سگد در مجارستان، کشور متحد ترکیه در ناتو و عضو ناظر سازمان دولت‌های ترک یک زن و شوهر متأهل را به دلیل "تأمین مالی YPG" به ۲ سال حبس محکوم کرد و آن‌ها را به مدت ۸ سال از ورود به مجارستان منع کرد.